# Glyn
Glyn ist ein walisischer männlicher Vorname, der auch als Familienname verwendet wird.

## Namensträger

### Vorname
- Glyn Daniel (1914–1986), britischer Archäologe
- Glyn Ford (* 1950), britischer Politiker (Labour Party)
- Glyn Johns (* 1942), britischer Toningenieur und Musikproduzent
- Glyn Jones (1905–1995), walisischer Schriftsteller
- Glyn Jones (1931–2014), südafrikanischer Schauspieler, Regisseur, Drehbuchautor und Schriftsteller
- Glyn Paque (1906–1953), US-amerikanischer Jazzsaxophonist und Klarinettist
- Glyn Pardoe (1946–2020), englischer Fußballspieler
- Glyn Warren Philpot (1884–1937), britischer Maler
- Glyn Watts (* 1949), britischer Eiskunstläufer

### Familienname
- Christopher Glyn, 7. Baron Wolverton (1938–2011), britischer Adliger
- Elinor Glyn (1864–1943), britische Schriftstellerin, Journalistin und Drehbuchautorin
- George Glyn, 2. Baron Wolverton (1824–1887), britischer Politiker der Liberal Party, Mitglied des House of Commons und Peer
- John Glyn (Richter) (1602–1666), britischer Richter und Lord Chief Justice of England and Wales
- John Glyn, 6. Baron Wolverton (1913–1988), britischer Peer und Politiker
- John Plumptre Carr Glyn (1837–1912), britischer Generalleutnant
- William Glyn (Bischof) (1504–1558), walisischer Bischof
- William Glyn (Tennisspieler) (1859–1939), britischer Tennisspieler

## Sonstiges
- Glyn (Unternehmen), deutscher Händler für elektronische Bauteile und Displays
- Kammergrab von Glyn